# Godzilla vs. Hedorah
Godzilla vs. Hedorah (ゴジラ対ヘドラ, Gojira tai Hedora), ook wel bekend als Godzilla vs. the Smog Monster en in Nederland uitgebracht als Satan's creatuur, is een Japanse kaijufilm uit 1971. Het is de elfde van de Godzillafilms. De film werd geregisseerd door Yoshimitsu Banno, met special effects door Teruyoshi Nakano.
 

## Verhaal
Godzilla is inmiddels een bekend fenomeen geworden gelijk aan het monster van Loch Ness. Steeds minder mensen zien hem als een bedreiging.
Vanuit de ruimte arriveert een wezen genaamd Hedorah. Dit monster voedt zich met de vervuiling van de aarde. Hij neemt in de loop van de film meerdere gedaantes aan, en laat een spoor van doden en vernielingen achter in Japan. Dankzij zijn giftige lichaam is hij zelfs voor Godzilla een uitdaging. Uiteindelijk kan Godzilla hem verslaan door hem geheel uit te drogen met behulp van elektrische generators opgezet door het leger, en zijn eigen atoomstraal.
Dit is de enige film waarin Godzilla “vliegt” door zichzelf de lucht in te schieten met behulp van zijn atoomstraal. Deze scène was bedoeld als vrolijke noot in de voor de rest grimmige film.

## Rolverdeling
| Acteur             | Personage     |
| ------------------ | ------------- |
| Akira Yamauchi     | Dr. Yano      |
| Toshie Kimura      | Toshie Yano   |
| Hiroyuki Kawase    | Ken Yano      |
| Gara Takatori      | Miki Fujiyama |
| Toshio Shiba       | Yukio Keuchi  |
| Yukihiko Gondo     | Mean general  |
| Eisaburo Komatsu   | Fisherman     |
| Haruo Nakajima     | Godzilla      |
| Kenpachiro Satsuma | Hedora        |

## Achtergrond

### Productie
Kenpachiro Satsuma, die Hedorah speelde, kreeg last van blindedarmontsteking tijdens de opnames. Omdat het uittrekken van het Hedorah-kostuum te lang zou duren, moesten doktoren hem opereren terwijl hij het pak nog aan had.

### Reactie van de producenten
Tomoyuki Tanaka, die de eerste 22 Godzillafilms produceerde, lag in het ziekenhuis toen de film gemaakt werd. Toen hij was genezen en de film zag, was hij niet te spreken over het resultaat.

### Gepland vervolg
Nadat Yoshimitsu Banno klaar was met Godzilla vs. Hedorah, begon hij te werken aan nog een Godzillafilm. Hij wilde in zijn volgende film een sterke boodschap tegen vervuiling van de aarde verwerken. Deze film kwam er echter nooit.

### Amerikaanse versie
De film werd in de Verenigde Staten uitgebracht in april 1972 door American International Pictures onder de titel Godzilla vs. The Smog Monster Verschillende aanpassingen werden aangebracht in de film.
De Amerikaanse versie kreeg een PG rating van de MPAA.
De film heeft een sterke aanhang in de VS vanwege zijn grafische geweld en duistere ondertoon.

### Opbrengst
In Japan werden voor de film 1.740.687 kaartjes verkocht.